# Andelarre
Andelarre est une commune française située dans le département de la Haute-Saône, en Franche-Comté, dans la région administrative Bourgogne-Franche-Comté.
La commune appartient à la communauté d'agglomération de Vesoul.

## Géographie
Le territoire communal s'étend sur 4,57 km2, avec une altitude minimale de 303 mètres et une altitude maximale de 427 mètres.

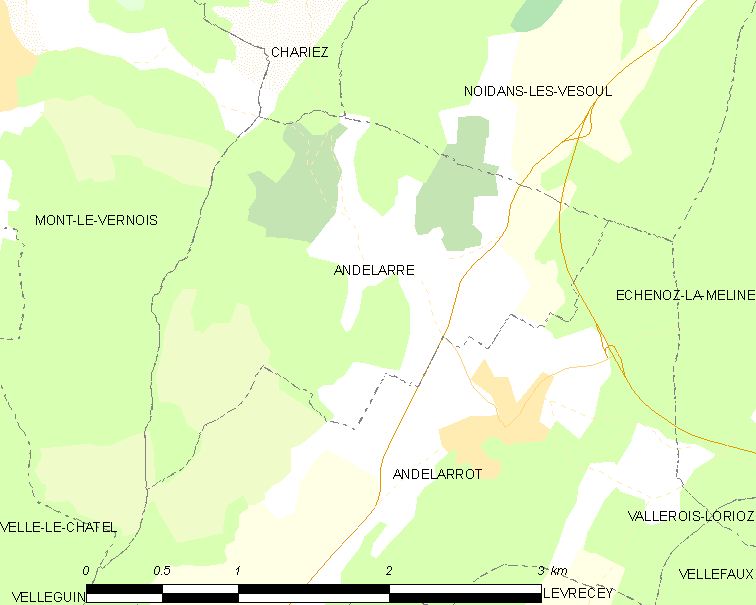
Situation d'Andelarre.

### Transports
La gare SNCF de Vesoul est la plus près d'Andelarre. Le terrain aménagé pour les avions le plus proche est l'aérodrome de Vesoul - Frotey.
L'agglomération de Vesoul est desservie par son réseau de transports en commun VBus+.

### Climat
Pour des articles plus généraux, voir Climat de la Bourgogne-Franche-Comté et Climat de la Haute-Saône.
En 2010, le climat de la commune est de type climat de montagne, selon une étude du Centre national de la recherche scientifique s'appuyant sur une série de données couvrant la période 1971-2000. En 2020, Météo-France publie une typologie des climats de la France métropolitaine dans laquelle la commune est exposée à un climat semi-continental et est dans la région climatique Lorraine, plateau de Langres, Morvan, caractérisée par un hiver rude (1,5 °C), des vents modérés et des brouillards fréquents en automne et hiver.
Pour la période 1971-2000, la température annuelle moyenne est de 10,1 °C, avec une amplitude thermique annuelle de 17,3 °C. Le cumul annuel moyen de précipitations est de 1 141 mm, avec 13,4 jours de précipitations en janvier et 9,9 jours en juillet. Pour la période 1991-2020, la température moyenne annuelle observée sur la station météorologique de Météo-France la plus proche, « Vesoul Ville », sur la commune de Vesoul à 6 km à vol d'oiseau, est de 11,5 °C et le cumul annuel moyen de précipitations est de 1 007,7 mm. 
La température maximale relevée sur cette station est de 40,5 °C, atteinte le 25 juillet 2019 ; la température minimale est de −22,2 °C, atteinte le 16 janvier 1966,,.
Les paramètres climatiques de la commune ont été estimés pour le milieu du siècle (2041-2070) selon différents scénarios d'émission de gaz à effet de serre à partir des nouvelles projections climatiques de référence DRIAS-2020. Ils sont consultables sur un site dédié publié par Météo-France en novembre 2022.

## Urbanisme

### Typologie
Au 1er janvier 2024, Andelarre est catégorisée commune rurale à habitat dispersé, selon la nouvelle grille communale de densité à sept niveaux définie par l'Insee en 2022.
Elle est située hors unité urbaine. Par ailleurs la commune fait partie de l'aire d'attraction de Vesoul, dont elle est une commune de la couronne,. Cette aire, qui regroupe 158 communes, est catégorisée dans les aires de 50 000 à moins de 200 000 habitants,.

### Occupation des sols
L'occupation des sols de la commune, telle qu'elle ressort de la base de données européenne d’occupation biophysique des sols Corine Land Cover (CLC), est marquée par l'importance des forêts et milieux semi-naturels (66,2 % en 2018), une proportion identique à celle de 1990 (66,2 %). La répartition détaillée en 2018 est la suivante : 
forêts (55 %), zones agricoles hétérogènes (17,1 %), milieux à végétation arbustive et/ou herbacée (11,3 %), prairies (11,1 %), terres arables (5,5 %). L'évolution de l’occupation des sols de la commune et de ses infrastructures peut être observée sur les différentes représentations cartographiques du territoire : la carte de Cassini (XVIIIe siècle), la carte d'état-major (1820-1866) et les cartes ou photos aériennes de l'IGN pour la période actuelle (1950 à aujourd'hui).

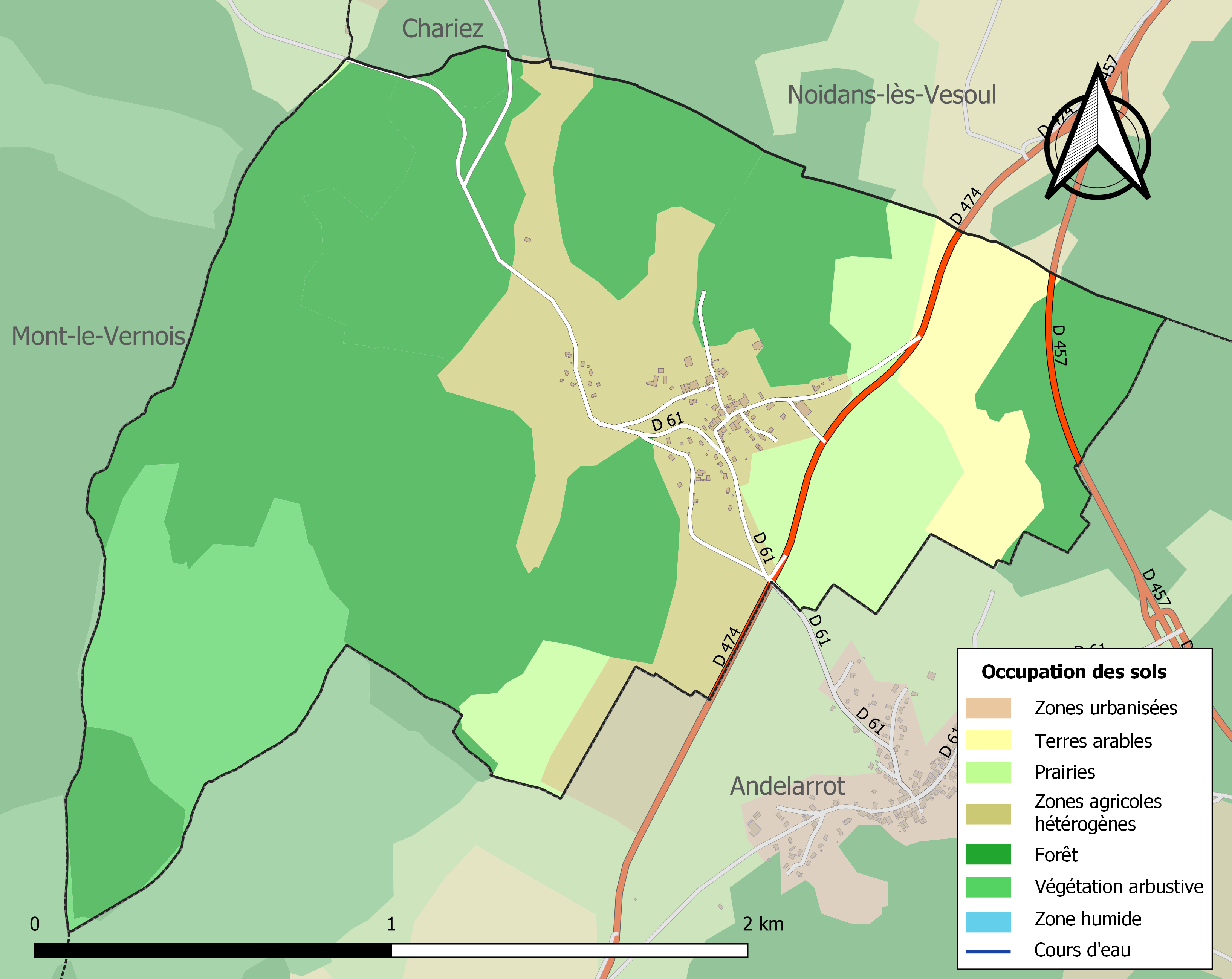
Carte des infrastructures et de l'occupation des sols de la commune en 2018 (CLC).

### Morphologie urbaine
Andelarre est situé dans l'aire urbaine de Vesoul, qui totalise en 2008, 59 288 habitants.

### Logement
Le nombre de logements dans la commune était de 49, en 2009, dont 47 résidences principales soit 95,8 % de l'ensemble des logements, 1 résidence secondaire et logement occasionnel, soit 2,1 % et 1 logement vacant, soit 2,1 %. On dénombre 37 résidences principales qui détiennent 5 pièces ou plus.
La commune comptait 47 maisons et 2 appartements en 2009, alors qu'elle possédait 47 maisons et 0 appartement, en 1999.

## Histoire
Le village d'Andelarre a des origines anciennes.
Les Templiers
Au XIIe siècle, il était chef-lieu de paroisse. À cette époque s'élevait une chapelle dominant le village avec au pied un monastère de Templiers ou "Moines rouges" qui en avait la charge. Ce droit a été conservé par l'Ordre de Malte jusqu'à la Révolution française. Ce monastère était rattaché à la commanderie de Sales, une des trois commanderies de Haute-Saône.
Les seigneurs d'Andelarre
Durant la féodalité, le terroir d'Andelarre incluait celui d'Andelarrot et formaient une terre indivise possédée par le même seigneur d'Andelarre.
Les barons de Saint-Rémy, les vicomtes de Vesoul, le couvent du Marteroy, avaient des droits sur le pays constitué essentiellement de fermes. En 1140, Aymes de Faucogney, dit posséder une ferme à Andelarre. En 1245, Jacques de Vellefaux fait une donation au couvent du Marteroy de Vesoul par laquelle le chanoine d'Andelarre doit chaque année 5 poules et 5 pains. En 1267, Thiébaud de Vesoul donne également au couvent de Vesoul sa ferme d'Andelarre dite ferme de Petrâ. En 1282, Hugues de Vesoul donne à sa fille Marguerite de Villeguindry, son domaine d'Andelarre.
Guerres et peste
Au XVIe siècle, pendant le règne de Charles Quint, la Franche-Comté était tranquille et prospère. Son statut un peu spécial[C'est-à-dire ?] la mettait à l'abri des démêlés entre, d'une part, la France, et, d'autre part, l'Espagne et l'Autriche, à cause des traités de neutralité garantis par les cantons suisses. Mais tout fut remis en cause notamment au début du XVIIe siècle. La guerre de Dix Ans (1634-1644)  apporta de nombreux bouleversements. En 1636, Vesoul et ses environs furent pillés par les soldats cruels du duc de Saxe-Weimar, dit les Suédois, qui étaient dans le camp français. Il est dit que les vignes de la côte d'Andelarre avaient été saccagées et arrachées.
Après la guerre de Dix Ans, la situation était apocalyptique. La guerre, la peste (1637 à Vesoul et ses environs) et la famine avaient ruiné la Franche-Comté et le village d'Andelarre ne fut donc pas épargné. L'agriculture devait repartir à zéro : le bétail était mort, les labours et les semailles n'avaient pas été faits, les paysans étaient partis dans les villes ou à l'étranger. Si en 1616, Andelarre comptait seulement 11 foyers, combien en restait-il en 1644 ? On fit appel alors à des familles de Savoie pour travailler la terre, comme pour d'autres villages, comme celui de Montigny. D’où le surnom de "Savoyards" donné aux gens d'Andelarre.
La famille de Jaquot et ses descendants
Sous l'Ancien Régime, l'histoire d'Andelarre est dominée par celle de la famille Jaquot. Ils comptaient plusieurs conseillers, et Claude Jaquot, premier président au Parlement de Dôle. Ils croyaient avoir une origine commune avec d'autres Jaquot, de Dijon, dont ils ont écartelé leurs armes.
Antoine Jacquot, en 1681, était déjà seigneur, du Vernois, d'Andelarre et d'Andelarrot. Il eut un fils, Antoine-Prosper, capitaine de grenadiers et chevalier de l'ordre de Saint-Louis. De son épouse Charlotte de Rouhier (mariés en 1707), héritière de cette famille (à condition d'en reprendre le nom et les armes), il eut un fils, Claude-Étienne (ou Claude-Antoine).
Il est difficile de savoir à quand remonte la première possession de cette famille à Andelarre mais l'on sait que l'ensemble des terres a été réuni vers la seconde moitié du XVIIIe siècle par Claude-Étienne de Jacquot, seigneur de Rosey et du Vernois, capitaine des dragons à Baufremont. Le domaine fut érigé en marquisat en mai 1760, et prit le nom de "Jaquot d'Andelarre" en juin 1777.
Claude-Étienne eut douze enfants de sa seconde épouse Catherine de Brunet, parmi lesquels François-Éléonore, auteur de la branche cadette subsistante, et également un fils aîné, Antoine-François de Jaquot-Rouhier (1755-1846), qui fut colonel, chevalier de Saint-Louis et chevalier de Saint-Jean de Jérusalem. De son union (1788) avec Agathe de Berbis Longecourt, est né Jules de Jacquot (1803-1885), futur maire d'Andelarre (1830) et député de la Haute-Saône. Il fit construire le château en 1840 et épousa en 1831 Marie-Marguerite-Clara Briot de Monrémy, décédée à Andelarre en 1893 (ou le 11 septembre 1894). Il eut deux filles, Éléonore (1834-1921), connue sous le nom de "Sarah", ou mademoiselle d'Andelarre, sans alliance, et Marguerite-Marie-Henriette de Jacquot-Rouhier (1845-1874). Elle fut l'héritière du château, mais à la mort de son père, le titre de marquis fut repris par la branche cadette.
Elle épousa le comte Luc-Marie-Joseph de Maréschal-Vezet le 29 mars 1869, et ils eurent deux filles, Marie-Jeanne et Thérèse-Françoise-Marguerite. Elles épousèrent deux frères, respectivement le comte Charles Dugon en 1891 et le vicomte Robert Dugon en 1895. Ce dernier eut quatre enfants, Édith mariée à Andelarre le 30 décembre 1919 avec Jean de Lescure, Marguerite-Marie qui épousa le 17 juillet 1923 Guy, comte de Valicourt, et enfin Robert et Charlotte.
Le château et ses hôtes les plus variés
Il fut construit en 1840 par Jules de Jacquot-Rouhier, selon ses plans, probablement en lieu et place des restes d'un château datant du Moyen Âge. Il fit ouvrir une carrière pour cela et tira également de la propriété tous les autres matériaux nécessaires à la construction.
Au cours de la guerre franco-allemande de 1870, il fut occupé 18 fois par les Allemands. Le 18 octobre 1870, les Prussiens entrèrent à Vesoul pour y rester jusqu'en novembre 1872 et provoquant un traumatisme dans la population. En janvier 1871, le marquis fut prisonnier et déporté en Allemagne comme 90 autres otages à la suite d'un incident futile, à savoir la coupure d'un fil télégraphique près de Scey-sur-Saône. Il est difficile de savoir quand il rentra en France, mais le 8 février 1871, il était présent aux élections à Vesoul. Sa captivité, pour courte qu'elle fût, mais aussi l'occupation du château l'éprouva profondément.
La Première Guerre mondiale ne fit pas de dommages notables contrairement à la deuxième. En juin 1940, ce fut l'occupation allemande et notamment par une compagnie S.S. En 1943, le château abrita l'école d'agriculture d'hiver de Haute-Saône. On y vit également des colonies de vacances et aussi des maquisards, notamment certains professeurs qui se cachaient des Allemands.
Le 11 septembre 1943, après une heure et demie de combat, cinq Allemands furent tués et le village d'Andelarre fut libéré par la 3e DI américaine qui avait débarqué le 15 août 1944 à Cavalaire-Saint-Tropez. Un bataillon de FTP (Francs-tireurs et partisans français) stationna huit jours au château qui devint ensuite un camp de repos pour 300 hommes américains du Special Service en septembre-octobre 1944. Par la suite, Andelarre devint camp de séjour surveillé, pendant un an, pour les prisonniers suspectés de collaboration, gardés par les FFI dans un premier temps puis par les gendarmes ensuite.
La commune, constituée lors de la Révolution française, a été fugacement rattachée à Andelarrot, de 1806 à 1823.

## Politique et administration

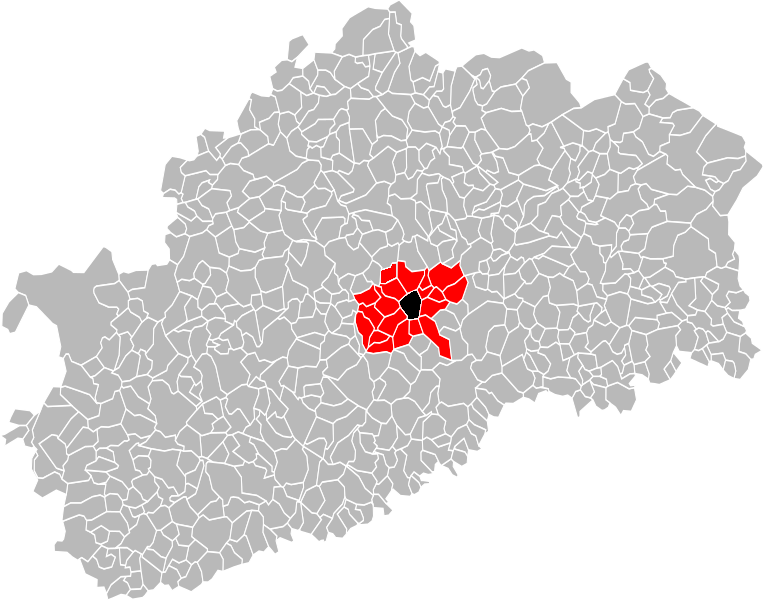
Carte départementale montrant en rouge les communes de la communauté d'agglomération de Vesoul.

### Rattachements administratifs et électoraux
La commune fait partie de l'arrondissement de Vesoul du département de la Haute-Saône, en région Bourgogne-Franche-Comté. Pour l'élection des députés, elle dépend de la première circonscription de la Haute-Saône.
Elle faisait partie depuis 1793 du canton de Vesoul. Celui-ci est scindé en 1973 et la commune intègre le canton de Vesoul-Ouest. Dans le cadre du redécoupage cantonal de 2014 en France, la commune fait désormais partie du canton de Vesoul-1.

### Intercommunalité
Andelarre fait partie depuis 2008 de la communauté de communes de l'agglomération de Vesoul, devenue en 2012 la communauté d'agglomération de Vesoul, appartenant elle-même au pays de Vesoul et du Val de Saône.

### Municipalité
Conformément aux dispositions relatives à la population de la commune, le conseil municipal de Andelarre est composé de 11 membres.

### Liste des maires
| Période                                  | Période                        | Identité                       | Étiquette | Qualité               |
| ---------------------------------------- | ------------------------------ | ------------------------------ | --------- | --------------------- |
| Les données manquantes sont à compléter. |                                |                                |           |                       |
| 1959                                     | mars 2008                      | Comte Jean-Joseph de Valicourt |           | Châtelain d'Andelarre |
| mars 2008                                | 2014                           | Jean-Claude Gaillard           |           |                       |
| 2014                                     | En cours (au 4 septembre 2016) | Évelyne Chavanne               |           | Retraitée du commerce |

## Population et société

### Démographie
L'évolution du nombre d'habitants est connue à travers les recensements de la population effectués dans la commune depuis 1793. Pour les communes de moins de 10 000 habitants, une enquête de recensement portant sur toute la population est réalisée tous les cinq ans, les populations de référence des années intermédiaires étant quant à elles estimées par interpolation ou extrapolation. Pour la commune, le premier recensement exhaustif entrant dans le cadre du nouveau dispositif a été réalisé en 2007.

En 2022, la commune comptait 149 habitants, en évolution de +12,03 % par rapport à 2016 (Haute-Saône : −1,4 %, France hors Mayotte : +2,11 %).
| 1793 | 1800 | 1806 | 1831 | 1836 | 1841 | 1846 | 1851 | 1856 |
| ---- | ---- | ---- | ---- | ---- | ---- | ---- | ---- | ---- |
| 95   | 127  | 141  | 148  | 147  | 145  | 136  | 161  | 144  |

| 1861 | 1866 | 1872 | 1876 | 1881 | 1886 | 1891 | 1896 | 1901 |
| ---- | ---- | ---- | ---- | ---- | ---- | ---- | ---- | ---- |
| 135  | 138  | 128  | 130  | 114  | 124  | 104  | 84   | 87   |

| 1906 | 1911 | 1921 | 1926 | 1931 | 1936 | 1946 | 1954 | 1962 |
| ---- | ---- | ---- | ---- | ---- | ---- | ---- | ---- | ---- |
| 82   | 87   | 75   | 78   | 75   | 74   | 65   | 65   | 52   |

| 1968 | 1975 | 1982 | 1990 | 1999 | 2006 | 2007 | 2012 | 2017 |
| ---- | ---- | ---- | ---- | ---- | ---- | ---- | ---- | ---- |
| 54   | 102  | 128  | 136  | 128  | 120  | 119  | 119  | 134  |

| 2022 | - | - | - | - | - | - | - | - |
| ---- | - | - | - | - | - | - | - | - |
| 149  | - | - | - | - | - | - | - | - |

### Santé
L'hôpital le plus proche d'Andelarre est le CHI de Vesoul.

### Cultes
.
L'église d’Andelarre est commune avec Andelarrot.

## Culture locale et patrimoine

### Lieux et monuments

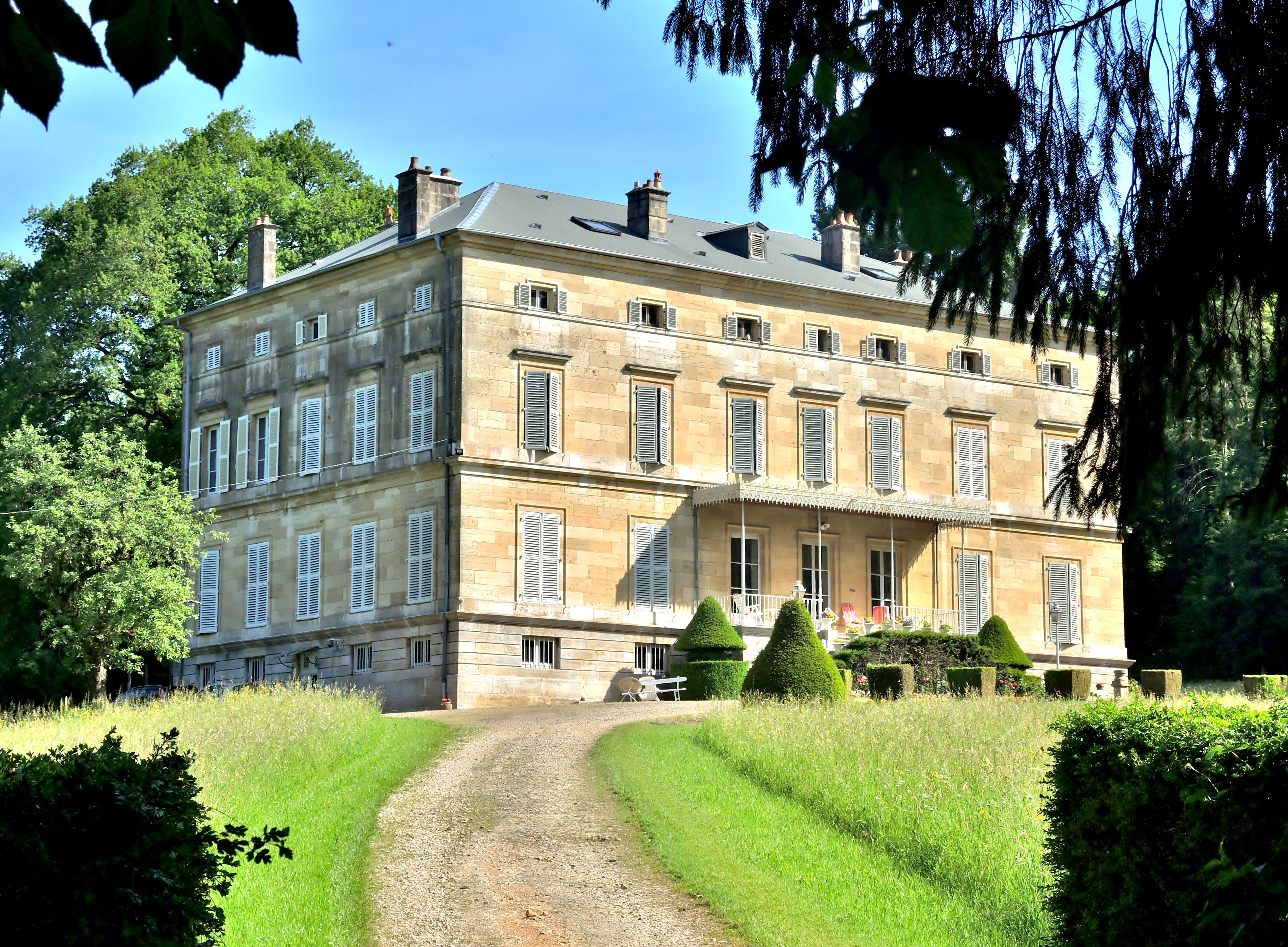
Château d'Andelarre

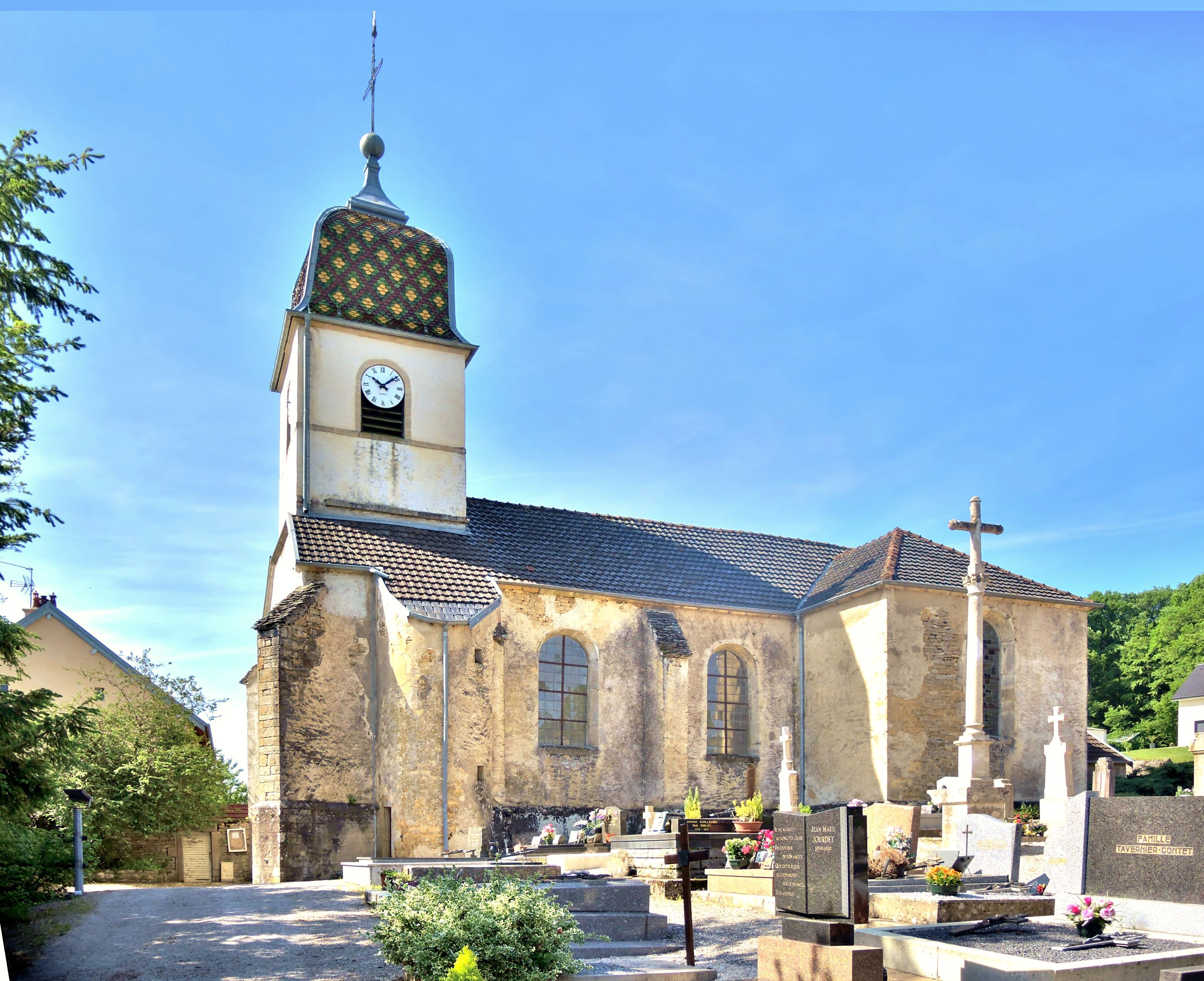
Eglise Saint-Jean-l'Evangéliste

Le château d'Andelarre date du XIXe siècle. Propriété de la famille Jacquot d'Andelarre, il devient la propriété de ses descendants par les femmes, la famille de Valicourt. Il est mis en vente en 2023.
Dans le village, une petite église  a été érigée aux XVIIe et XVIIIe siècles. Sa particularité est d'être pavée de pierres tombales. Le clocher et le toit du clocher ont été reconstruits (dans le style comtois) à la fin des années 1990, début 2000. À l'intérieur, on peut voir une Vierge à l'Enfant en noyer du XVe siècle.

### Personnalités liées à la commune

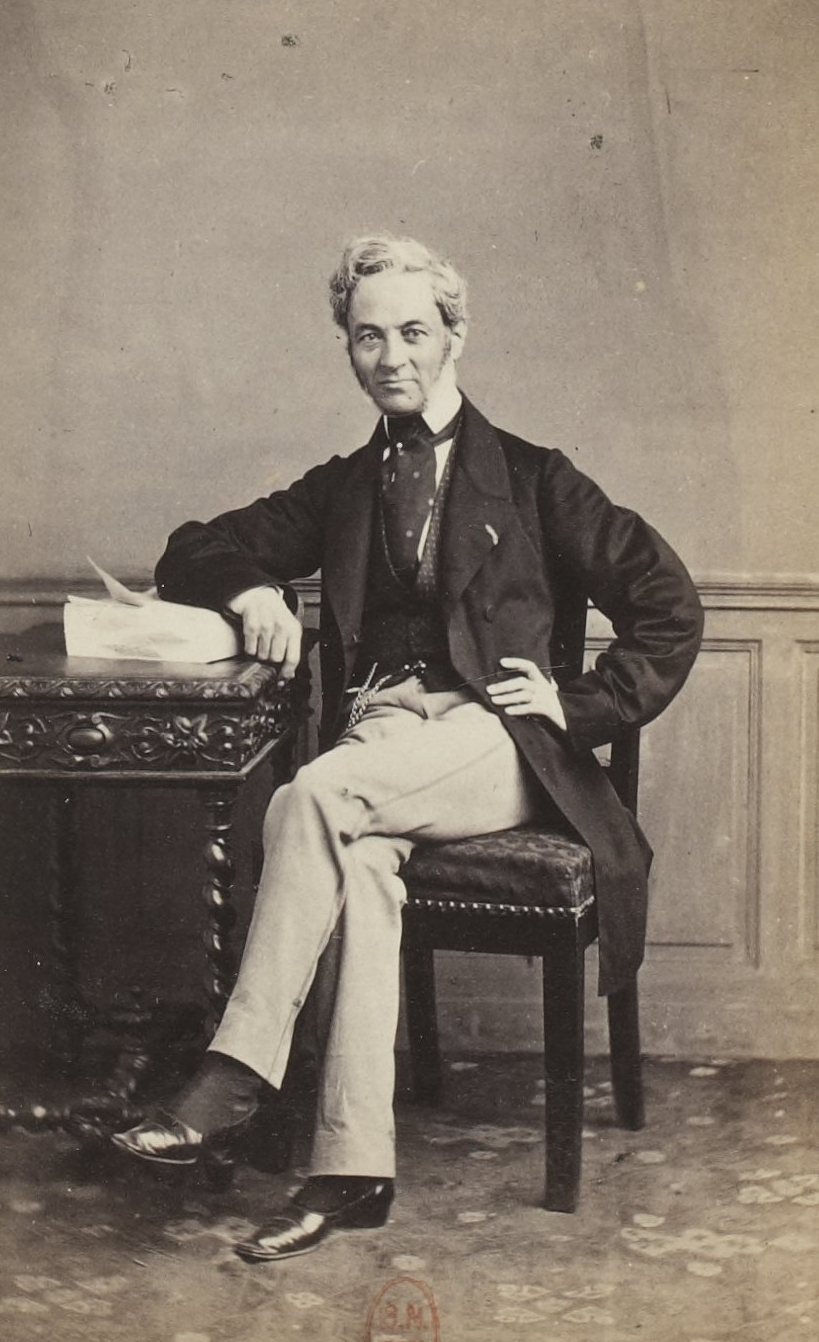
Jules Jacquot d'Andelarre

- Jules Jacquot d'Andelarre, (1803-1885)  fut conseiller général de 1839 à 1871, maire d'Andelarre pendant 54 ans, et député de la Haute-Saône de 1852 à 1876. Passionné d'agriculture, il entreprit en 1836 la construction d'une ferme modèle avec 200 hectares de terres, une centaine de têtes de bétail et emploiera jusqu'à 40 ouvriers agricoles. De ce fait, il a été un des fondateurs de la Société des agriculteurs de France (SAF), association fondée en 1867, aujourd’hui association loi de 1901, reconnue d’utilité publique avec pour mission de porter le progrès en agriculture.
- Pierre Petitperrin, né à Andelarre, député de la Haute-Saône de 1824 à 1827, procureur impérial à Vesoul sous le Premier Empire.
- Jean-Joseph de Valicourt, né à Andelarre en 1929 et décédé en 2018. Il siégera au conseil municipal de la commune dès mars 1953. Élu maire en 1959, il s'est retiré de la vie publique en 2008 après 8 mandats. En plus de ses responsabilités locales, il a présidé l'Association des maires des communes forestières de la Haute-Saône, la Confédération des experts agricoles et fonciers et des experts forestiers au niveau national de 1979 à 1981. Il a fondé en 1964 la Chambre de Franche-Comté des experts agricoles fonciers et forestiers dont il a été président jusqu'en 2005. En 1976, il a été nommé par le ministre de l'Agriculture, Christian Bonnet, président de la Fédération des chasseurs de Haute-Saône jusqu'en 1990. Il a été fait commandeur du Mérite agricole, et a reçu la médaille d'or d'honneur Régionale-Départementale-Communale.

### Héraldique
|  | Les armes de la ville se blasonnent ainsi : écartelé, aux 1 et 4, d’azur à la fasce d’or accompagnée de trois étoiles du même, 2 en chef et 1 en pointe ; aux 2 et 3, d’argent à trois violettes au naturel. |

Le premier quartier est celui des anciens Jaquot, de Dijon ; le second est Jaquot d'Andelarre. En fait, depuis l'alliance de 1707, ils écartelaient des Rouhier, d'argent à la bande d'azur chargée de trois roues d'or, et ils portaient Jaquot ancien sur le tout.